# خليل رصاص (مصور)
خليل رصاص هو مصوّر فلسطيني (1926-1974)، وهو أحد الآباء المؤسسين لفن التصوير الصحفي الفلسطيني، رافق خليل رصاص القوات والقادة الفلسطينيين خلال حرب النكبة عام 1948، ليوثق بصريًا المعارك التي خاضها سكان منطقة القدس آنذاك، ومن أبرز توثيقاته كانت نشاطات الشهيد عبد القادر الحسيني.
سُلبت ألبومات خليل رصاص من الأستوديو الخاص به في القدس، حيث تم تحويلها لأرشيف الهاجاناة، وقد كانت الضابطة والباحثة رونا سيلع أول من اكتشف أرشيفاته.